# Guy Hamilton
Guy Hamilton (16. september 1922 – 20. april 2016) var en engelsk filminstruktør. Han var instruktør bag James Bond-filmene Goldfinger, Diamonds Are Forever, Live and Let Die og The Man with the Golden Gun.